# Cullen Jones
Cullen Jones (Nova Iorque, 29 de fevereiro de 1984) é um nadador norte-americano.
É medalhista olímpico de ouro em 2008, da prova do 4x100m livres.